# Levický park
Levický park je chráněný areál v katastrálním území města Levice v okrese Levice v Nitranském kraji na Slovensku. Území bylo vyhlášeno v roce 1984 a jeho rozloha je 1,73 hektaru. Předmětem ochrany je historický park ve městě.